# 왕관비둘기
빅토리아 왕관비둘기는 비둘기목 비둘기과에 속하는 왕관비둘기 4종류 중 한 종이다.

## 갤러리

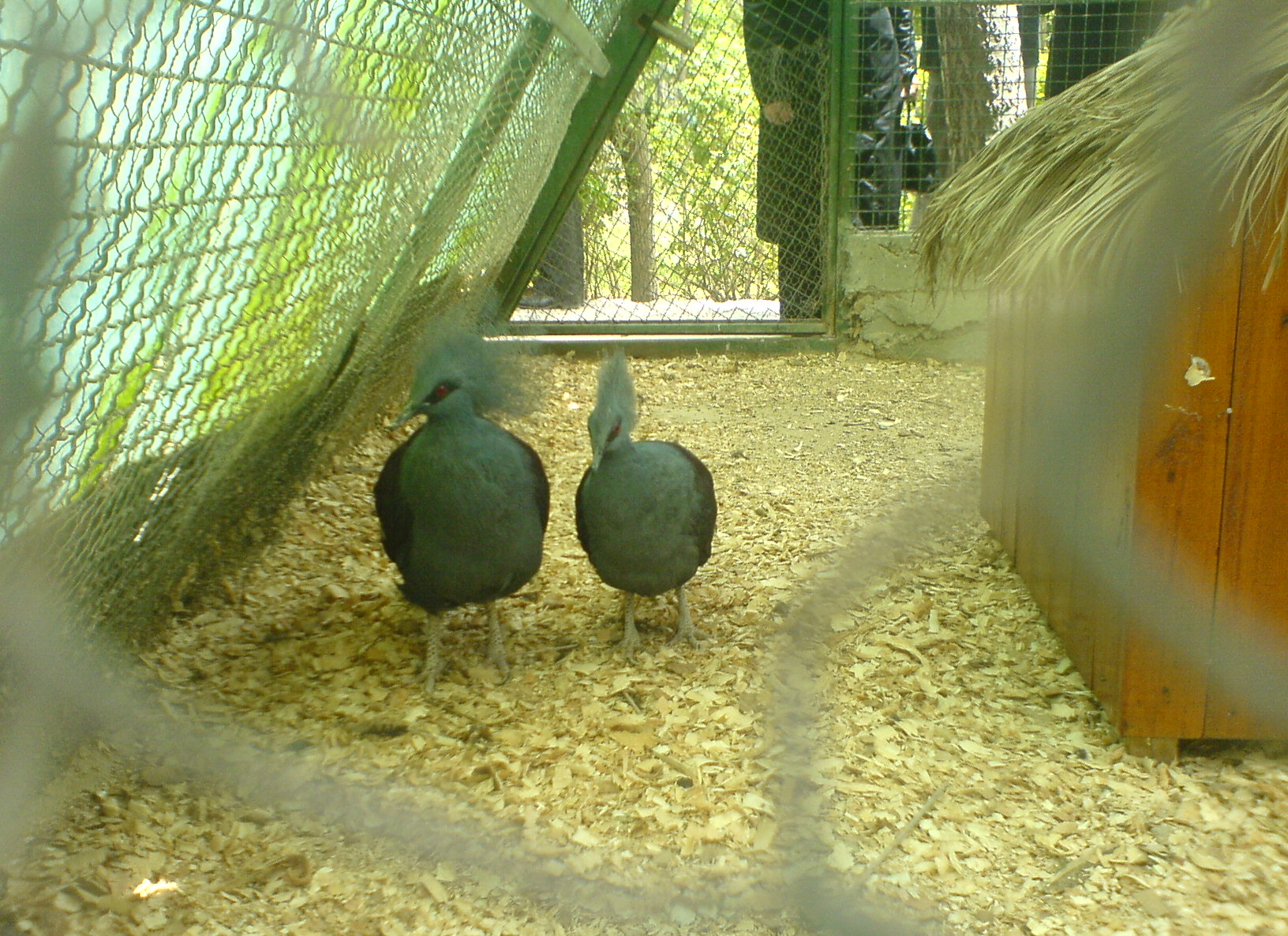
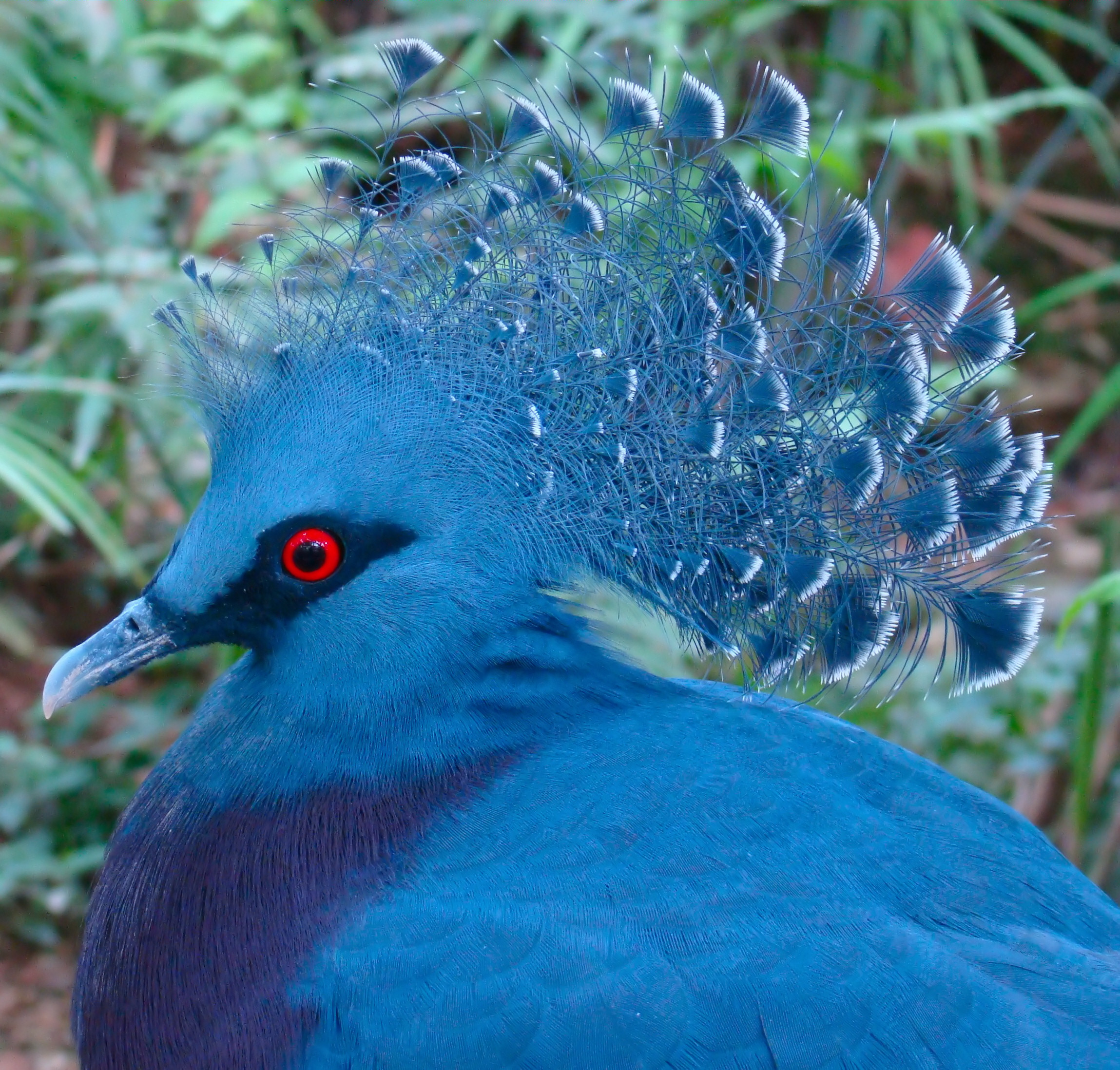
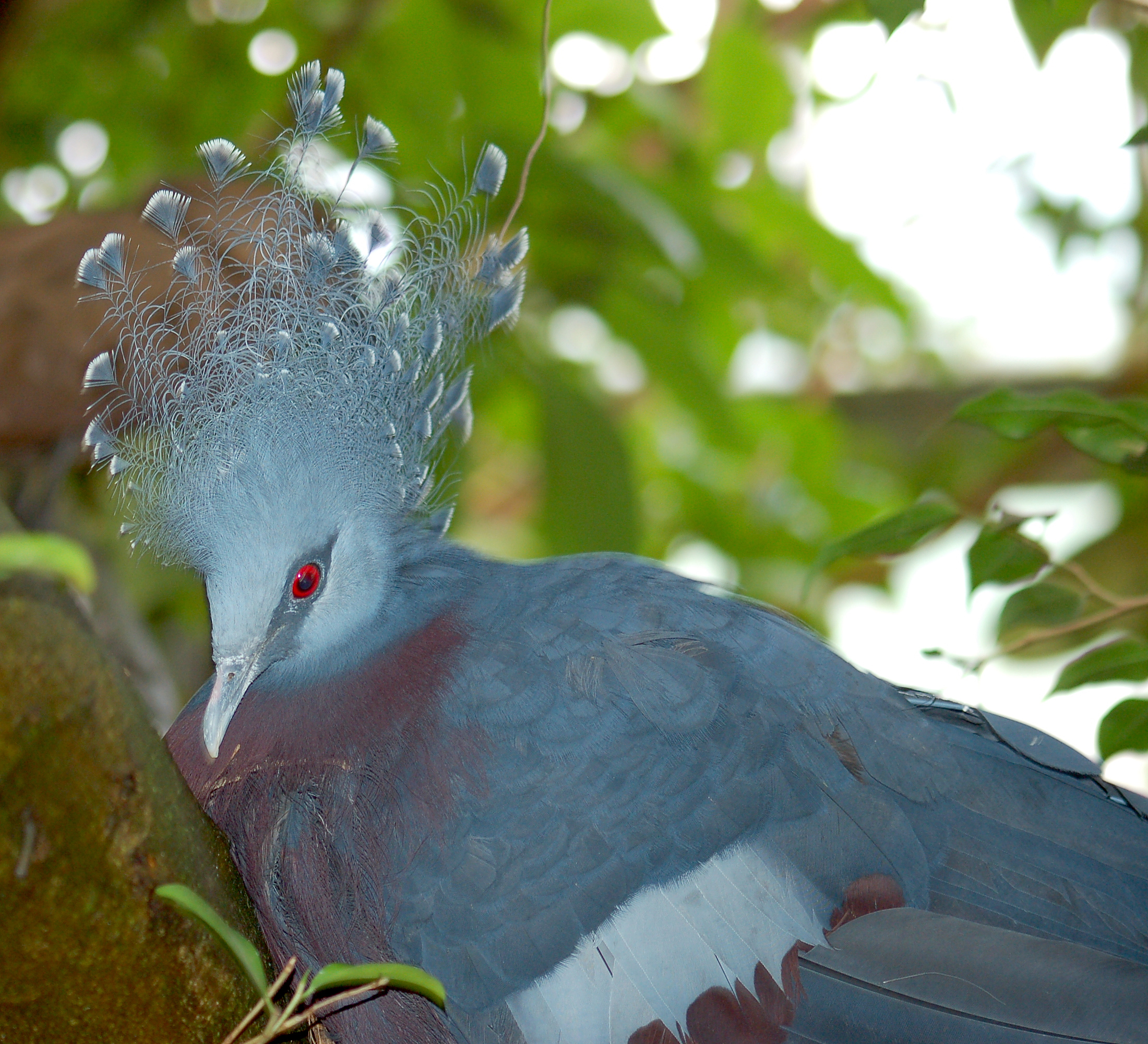
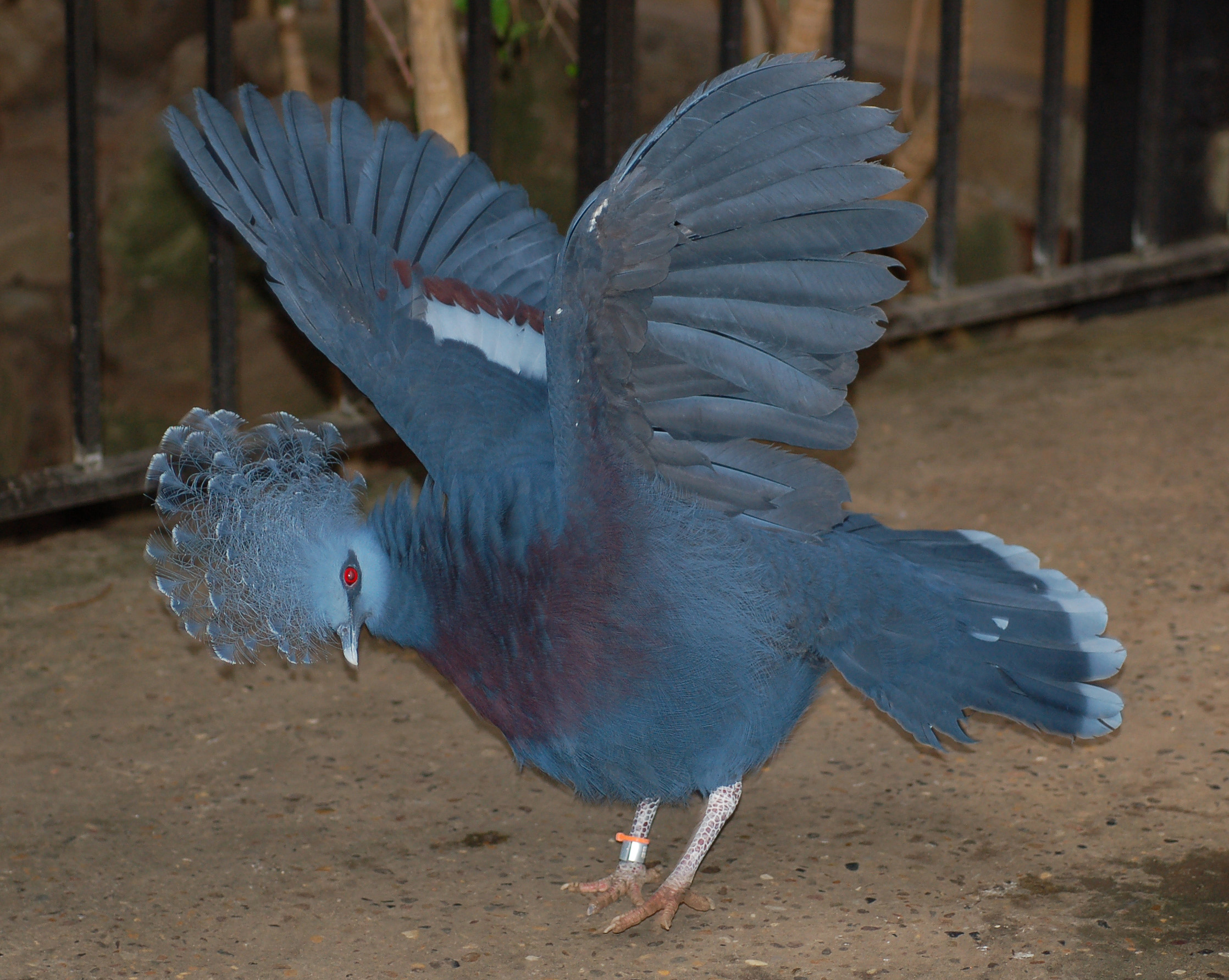
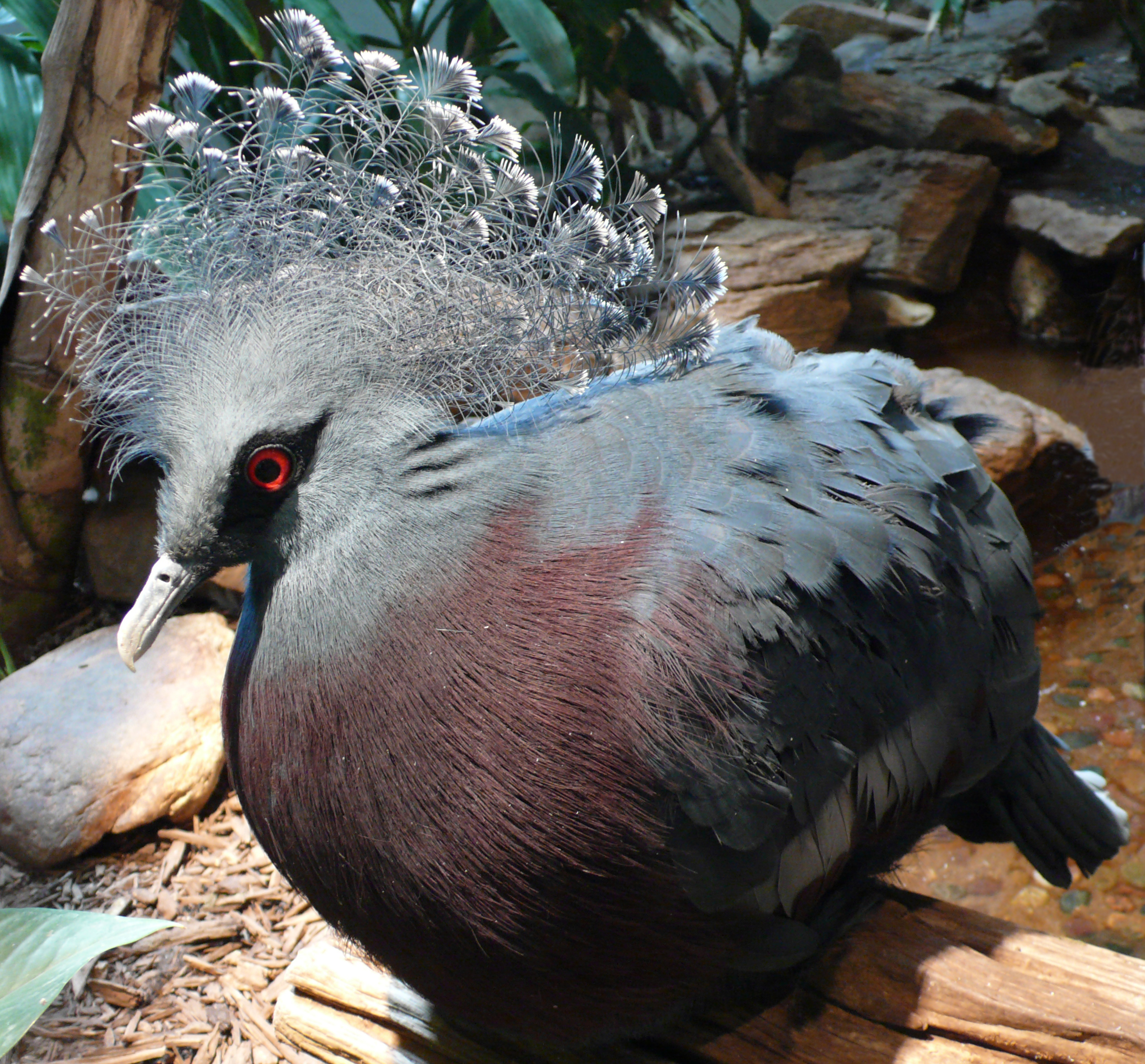
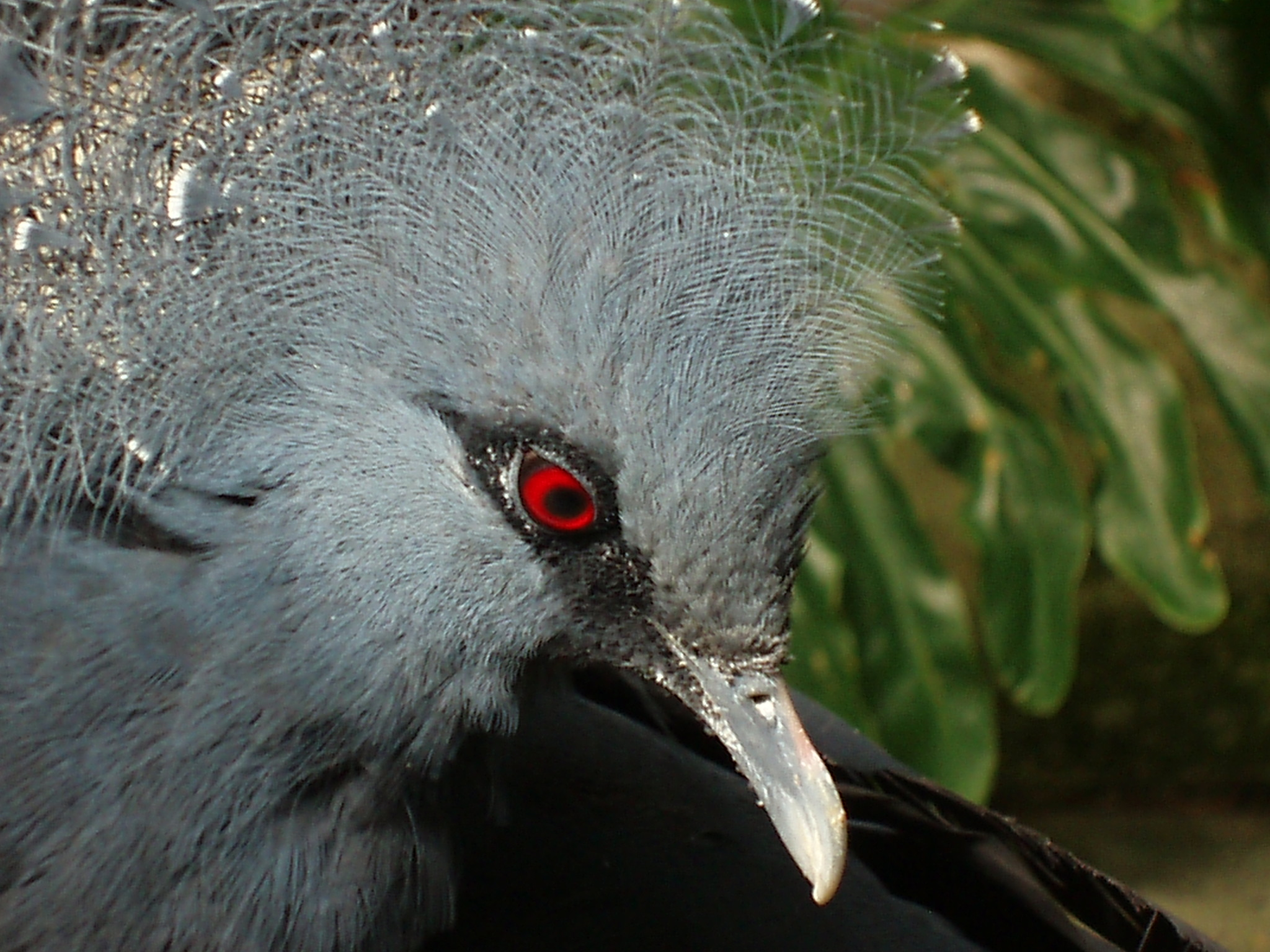
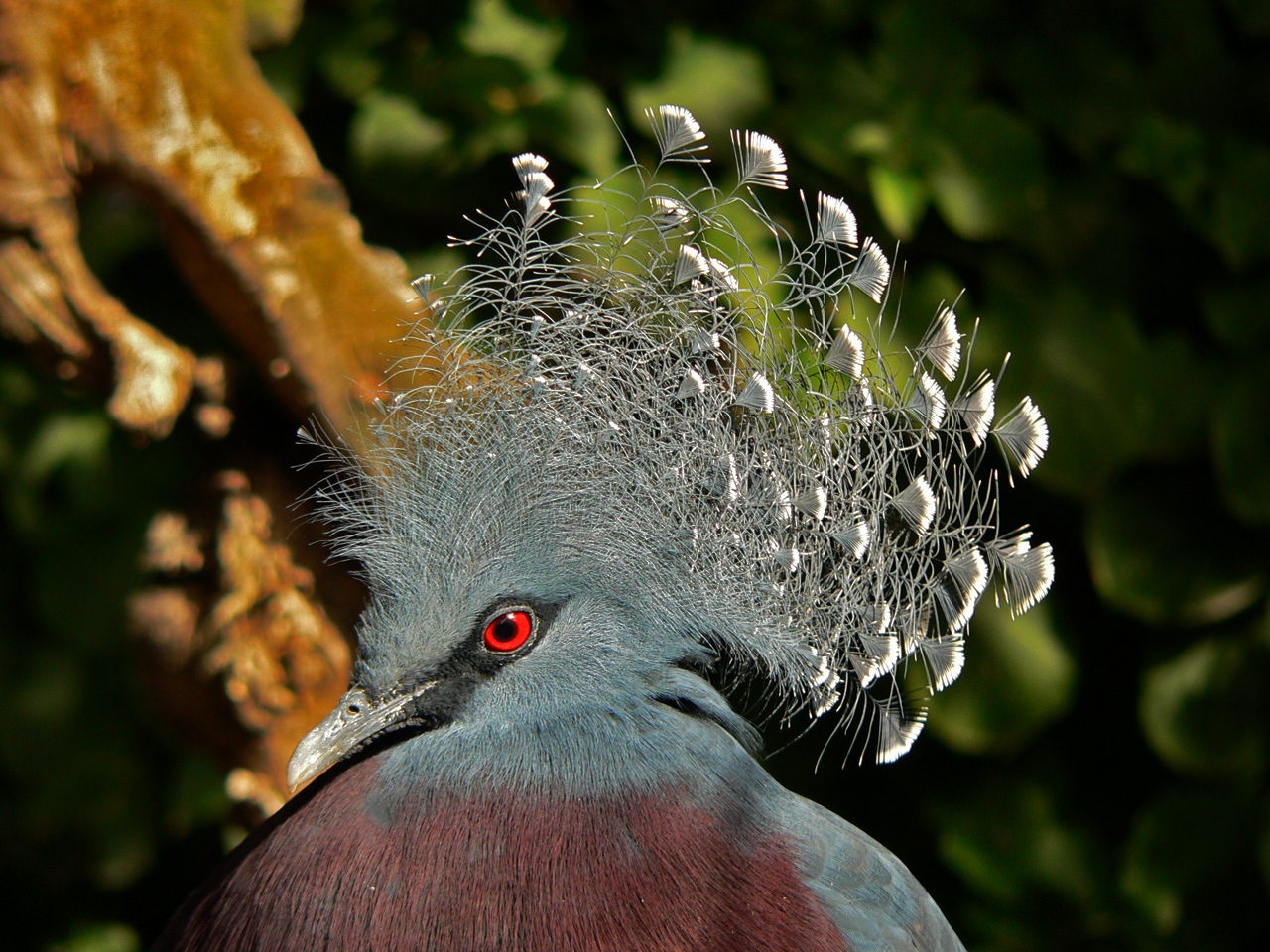
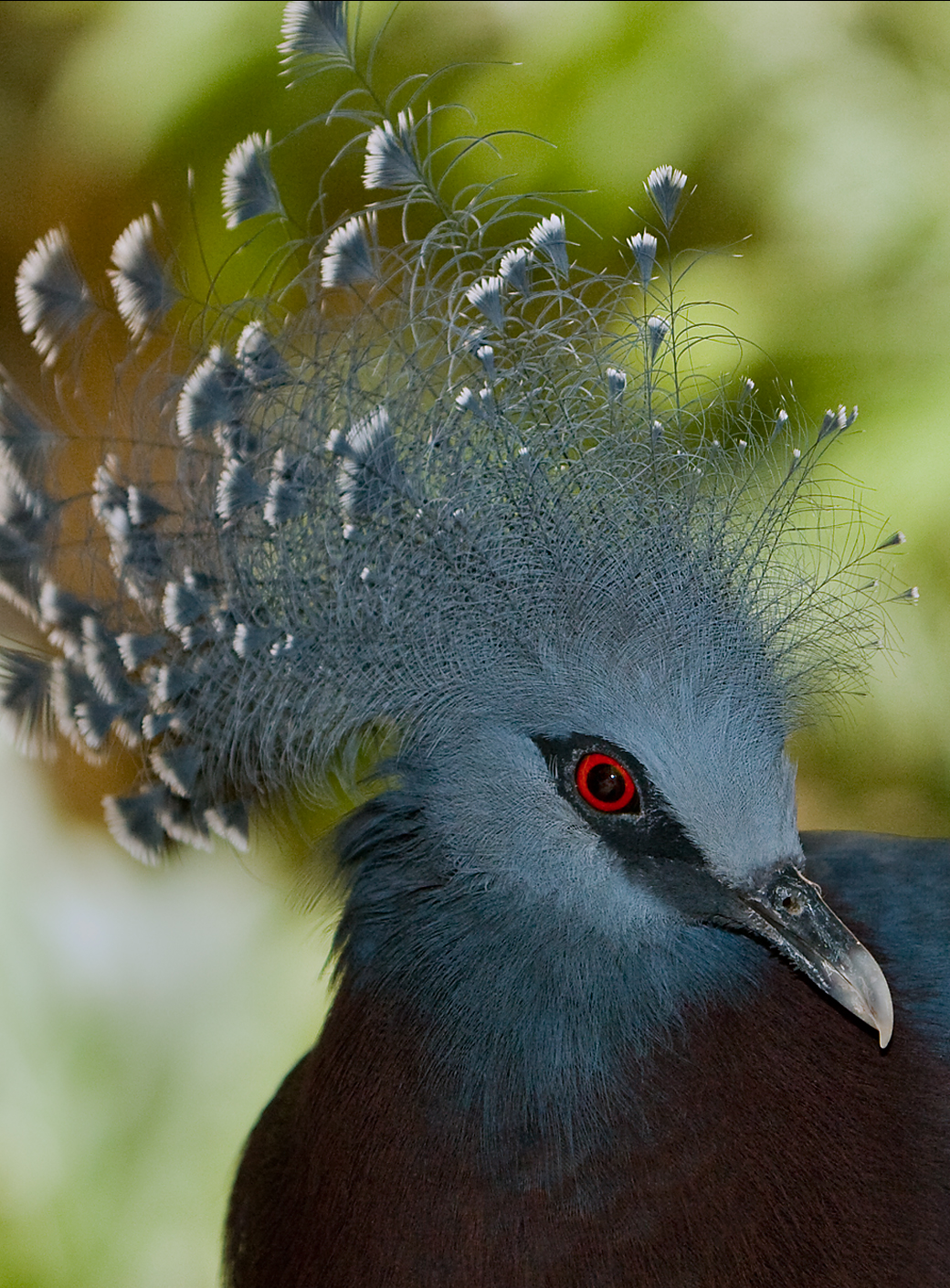